# 道山站
道山站（：／ Dosan yeok */?）是光州地鐵1號線沿線的一座地下車站，位於韓國光州廣域市光山区道山洞。

## 車站結構
站體為2面2線曲線式設計側式月台的地下車站，候車月台設有月台幕門，並有4處出口。

### 月台配置
| 光州松汀 ↑ |
| \| 上      |
| ↓ 平洞     |

| 月台 | 路線               | 目的地   |
| ---- | ------------------ | -------- |
| 上行 | ●光州都市铁道1号线 | 鹿洞方向 |
| 下行 | ●光州都市铁道1号线 | 平洞方向 |

## 歷史
- 2008年4月11日：落成啟用。

## 車站周邊
- 松汀初等學校
- 松汀西初等學校
- 松廣中學
- 道山派出所
- 松汀治安中心
- 松汀希望教會
- 平洞產業園區
- 韓國石油管理院（朝鲜语：한국석유관리원）湖南支社
- 光州松汀站（韓國鐵道公社）

## 圖片

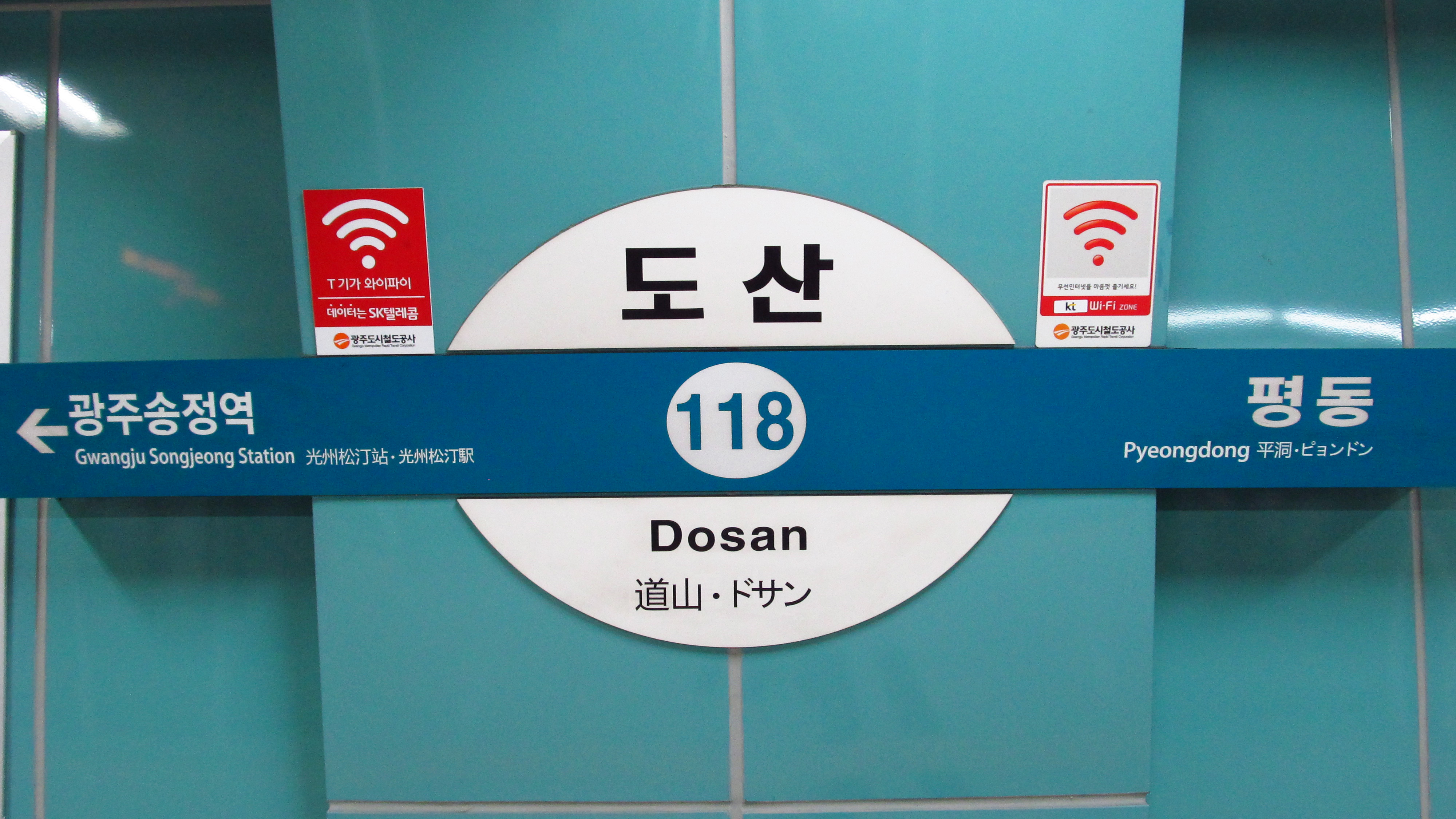
站名牌
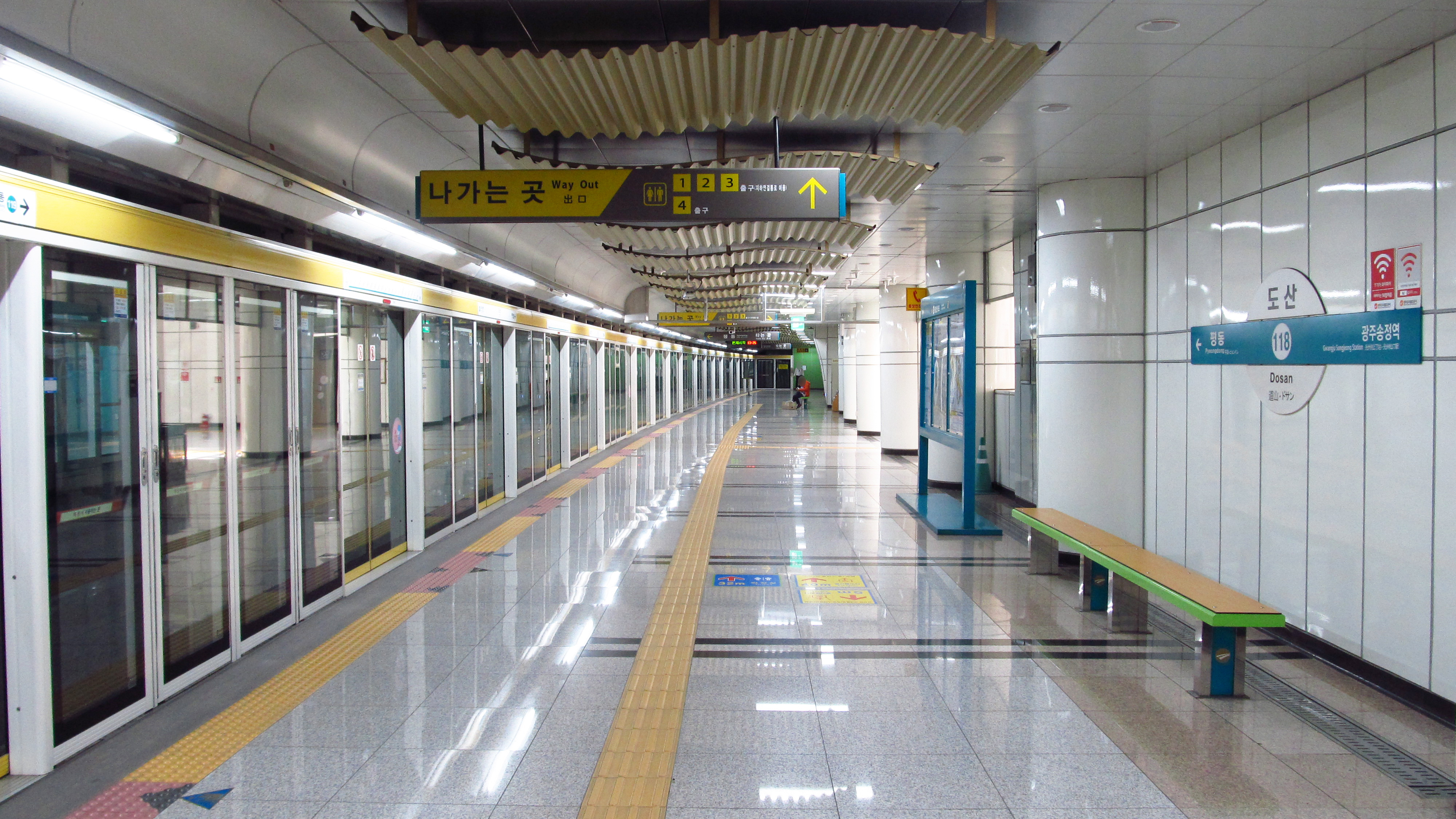
候車月台
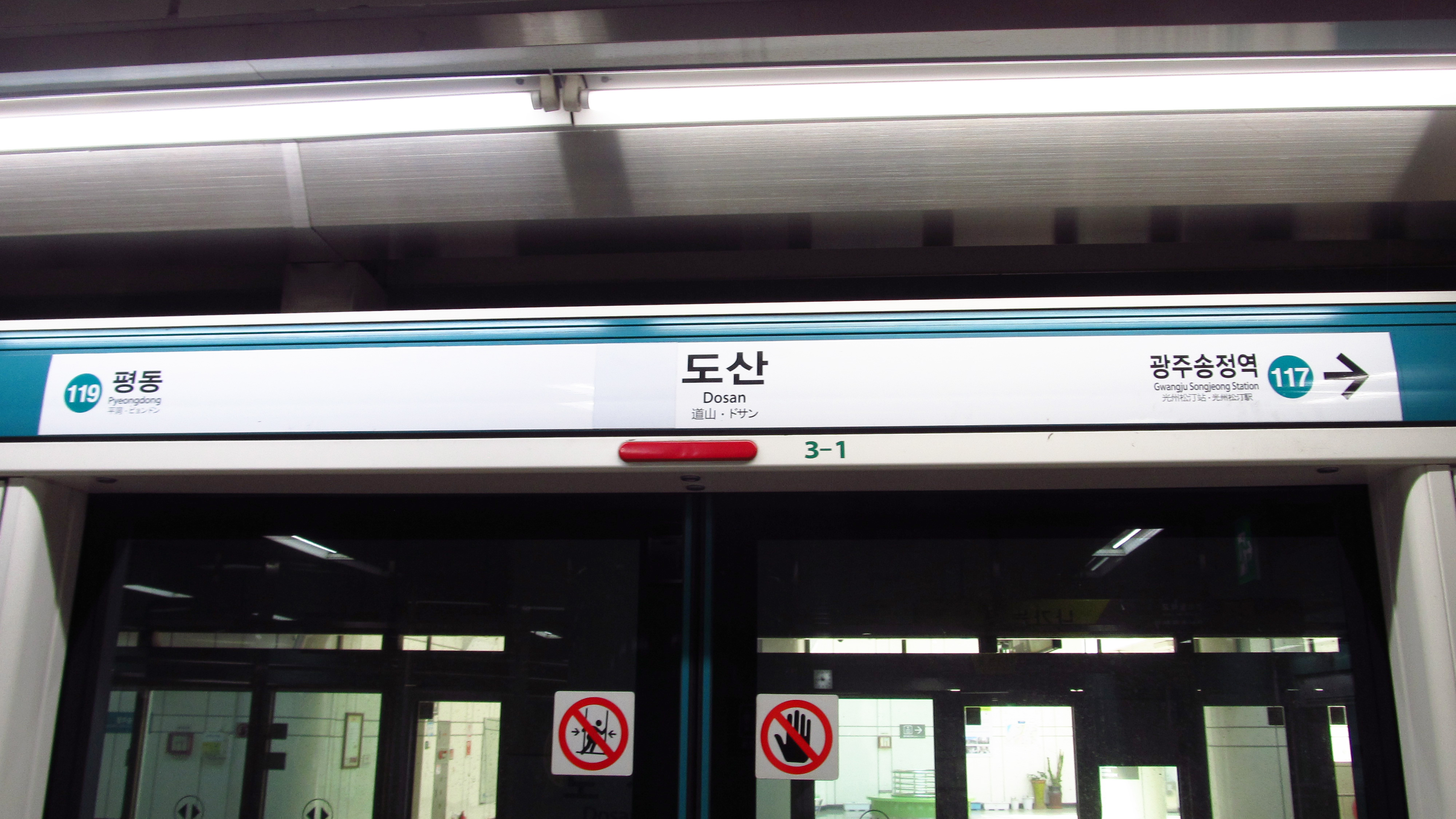
月台門資訊板
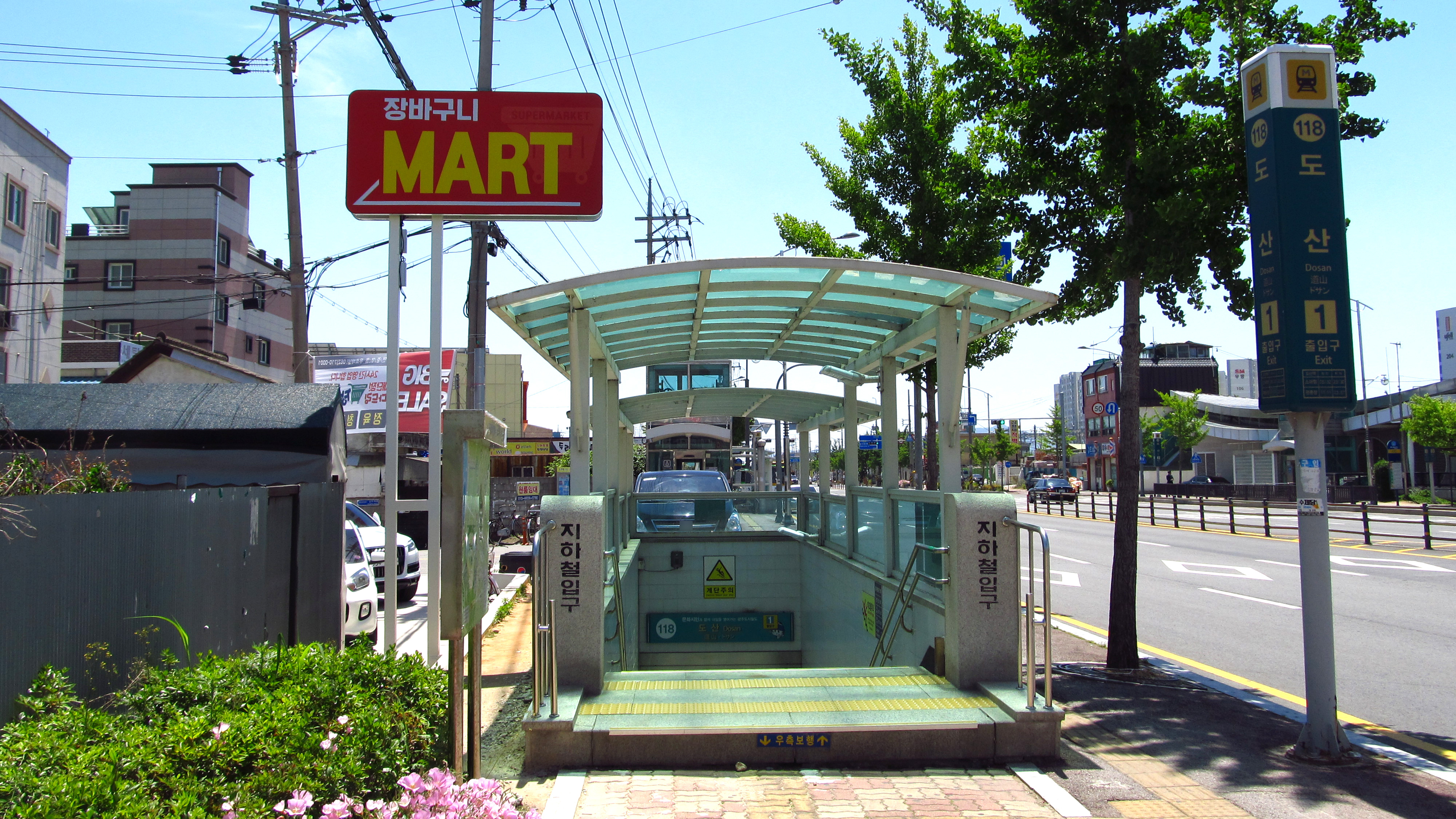
1號出口
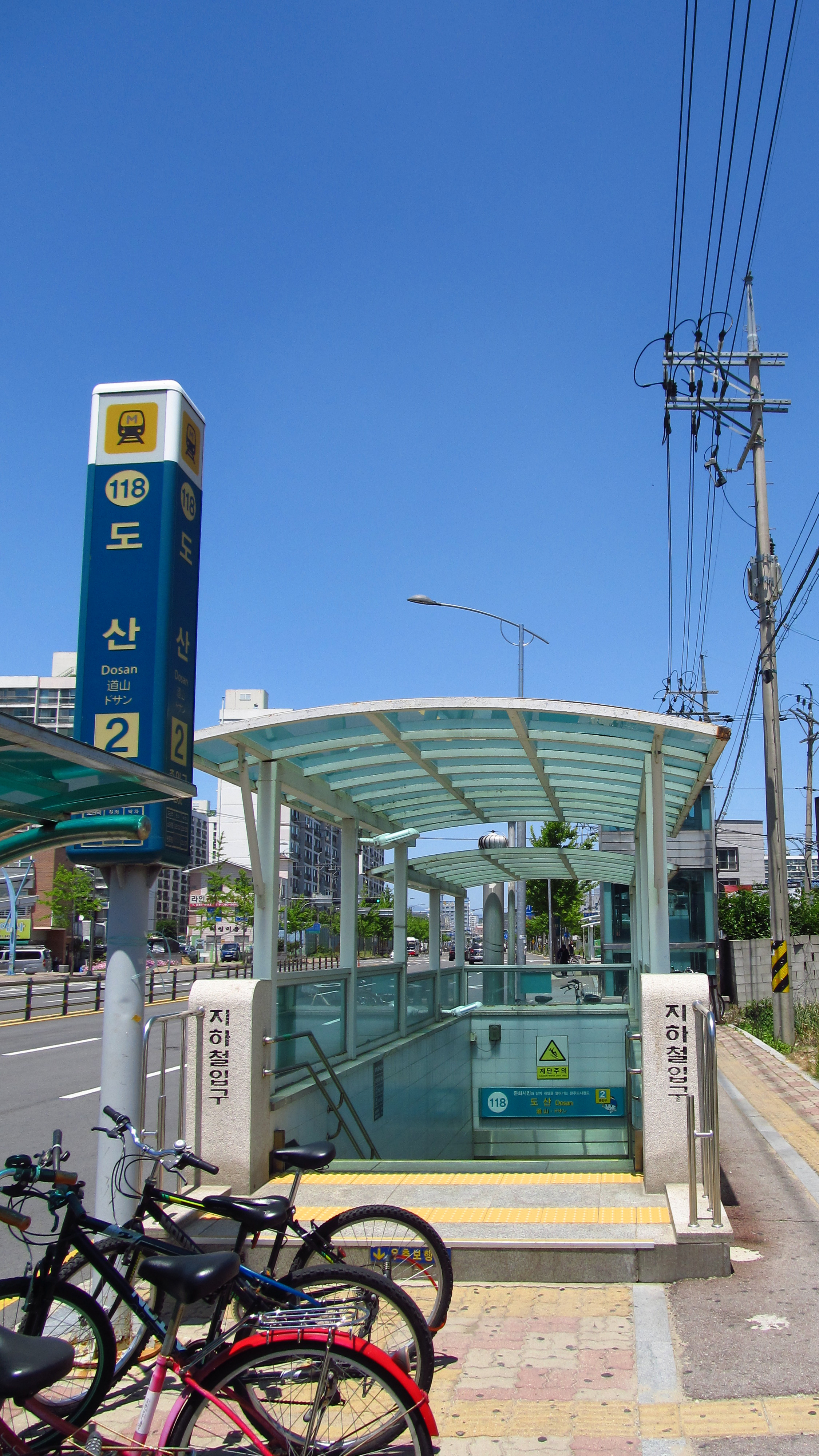
2號出口
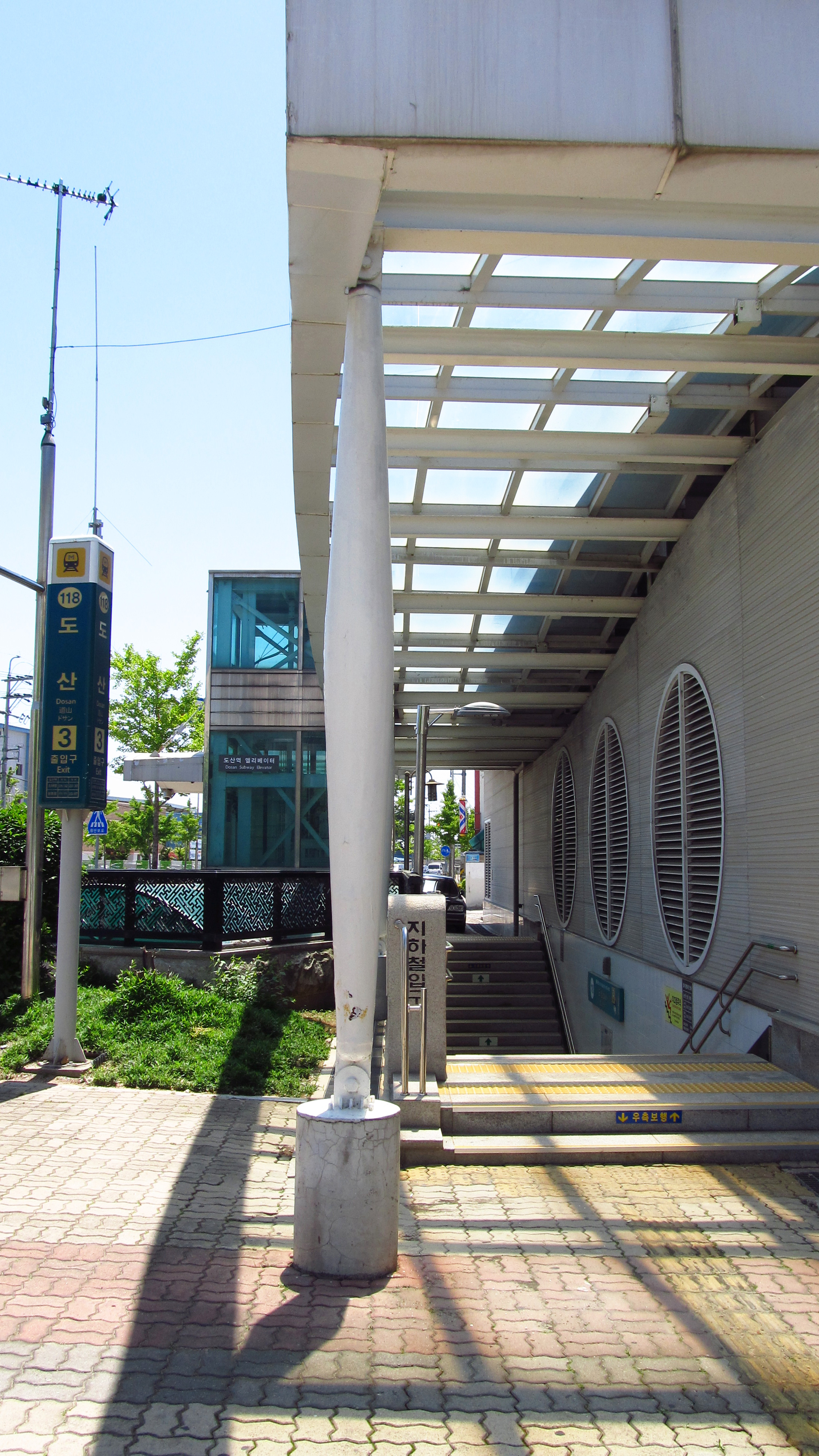
3號出口
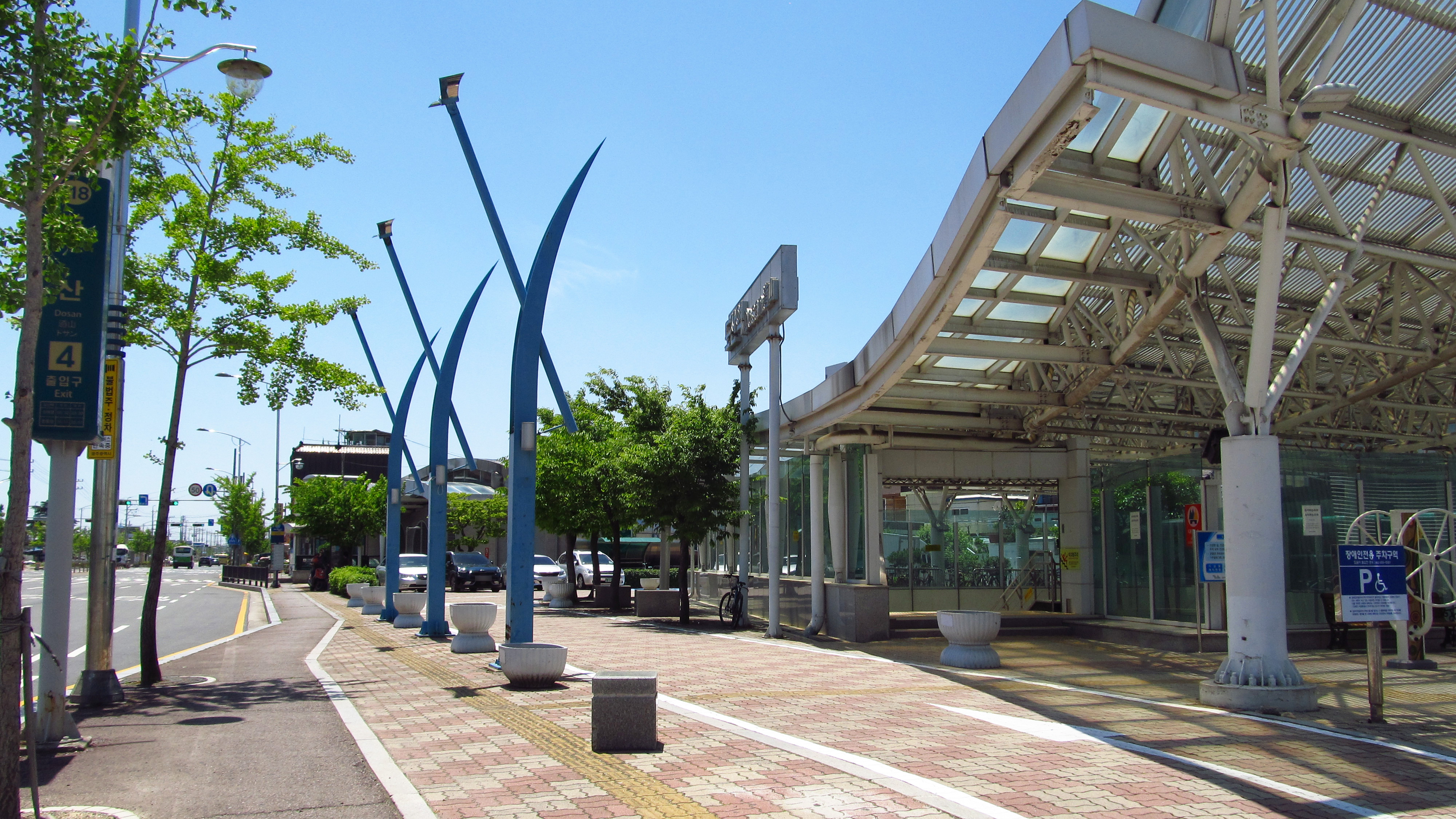
4號出口
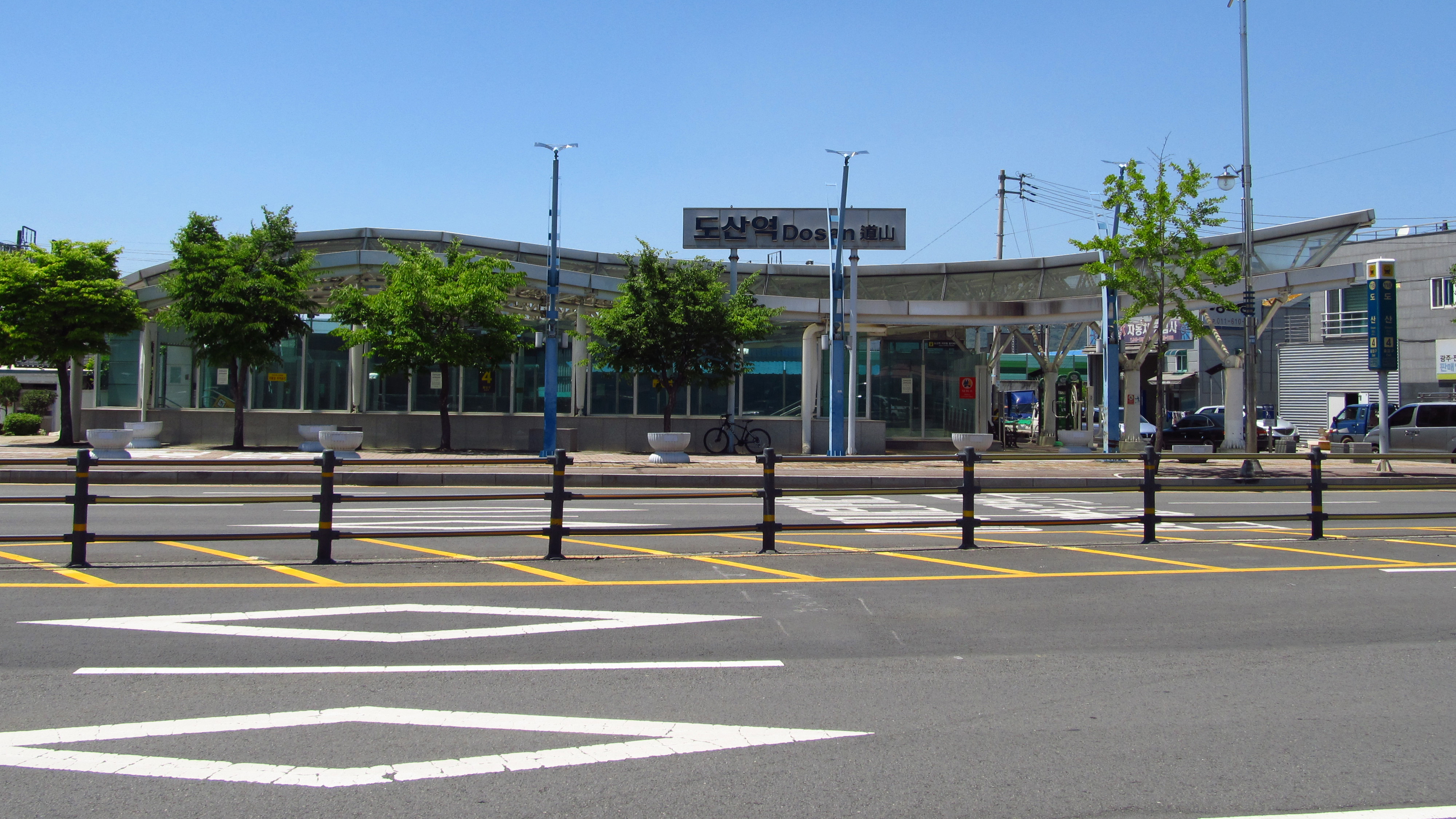
車站外觀

## 相鄰車站
光州廣域市都市鐵道公社
●光州都市铁道1号线
光州松汀（117）－道山（118）－平洞（119）